# Malawis damlandslag i fotboll
Malawis damlandslag i fotboll representerar Malawi i fotboll på damsidan. Dess förbund är Football Association of Malawi.